# Nissan R383
O R383 era um carro de corrida construído em 1970 pela Nissan,que foi planejada para ser utilizado no Grande Prêmio do Japão de 1970.O R383 veio para substituir o Nissan R382.